# فورد تاندربیرد (نسل پنجم)
فورد تاندربیرد (نسل پنجم) (Ford Thunderbird (fifth generation)) خودرویی است که در سال‌های ۱۹۶۷ تا ۱۹۷۱تولید شده‌است.

## نگارخانه

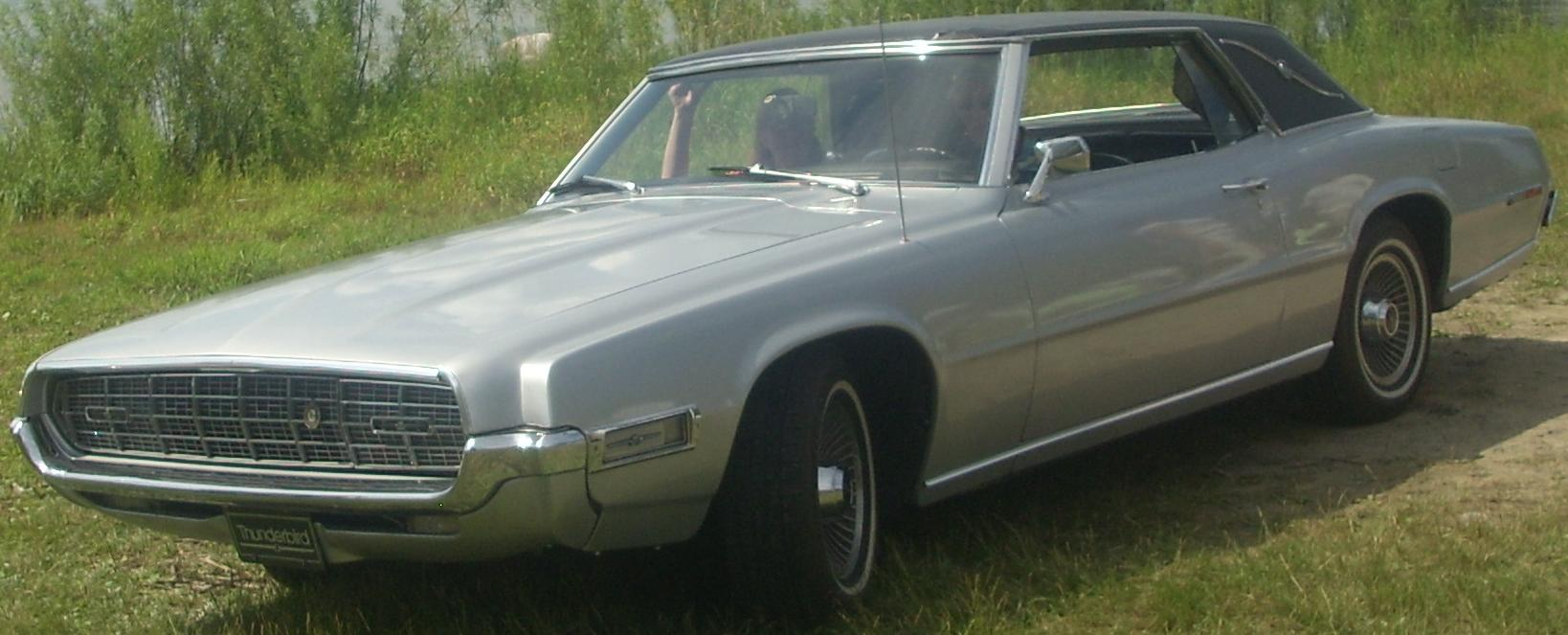
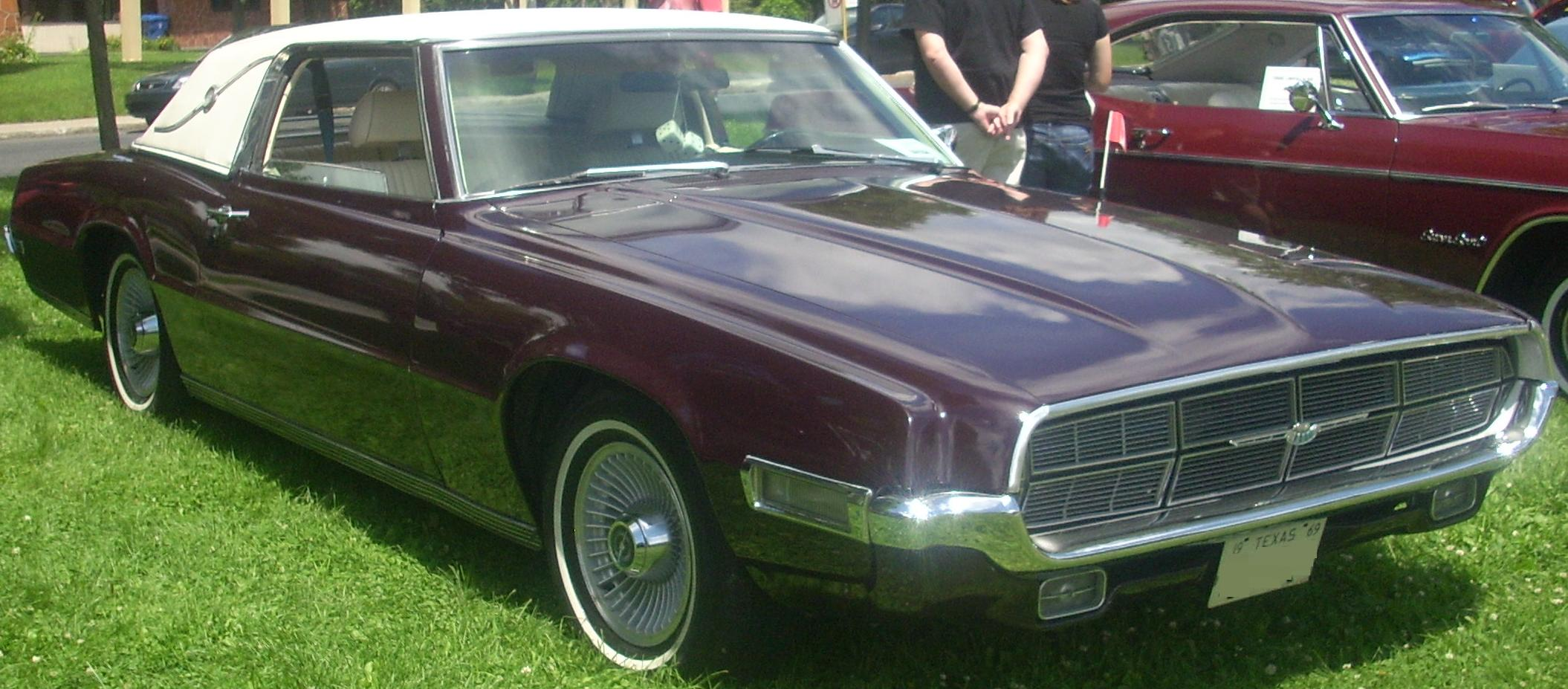
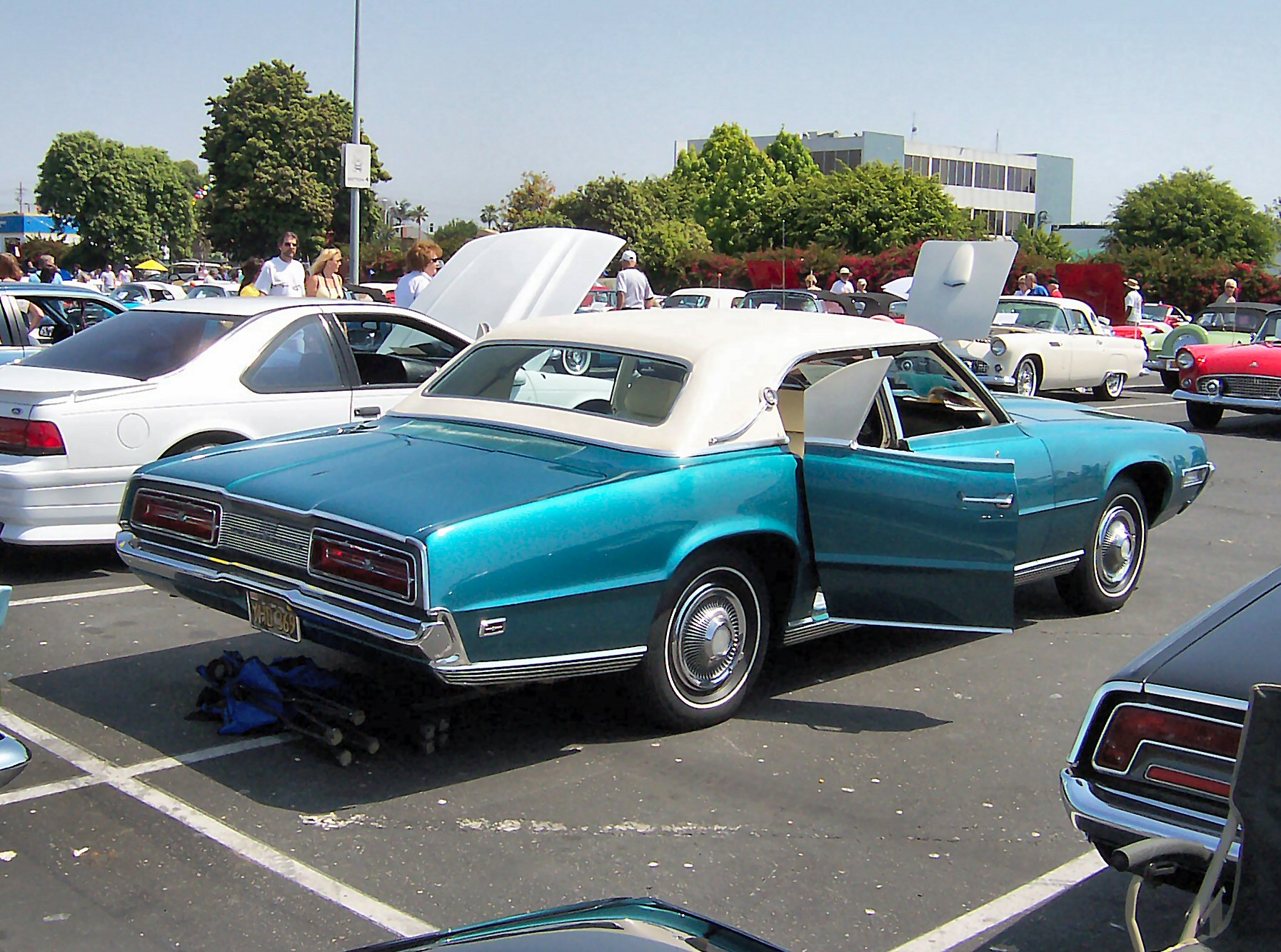
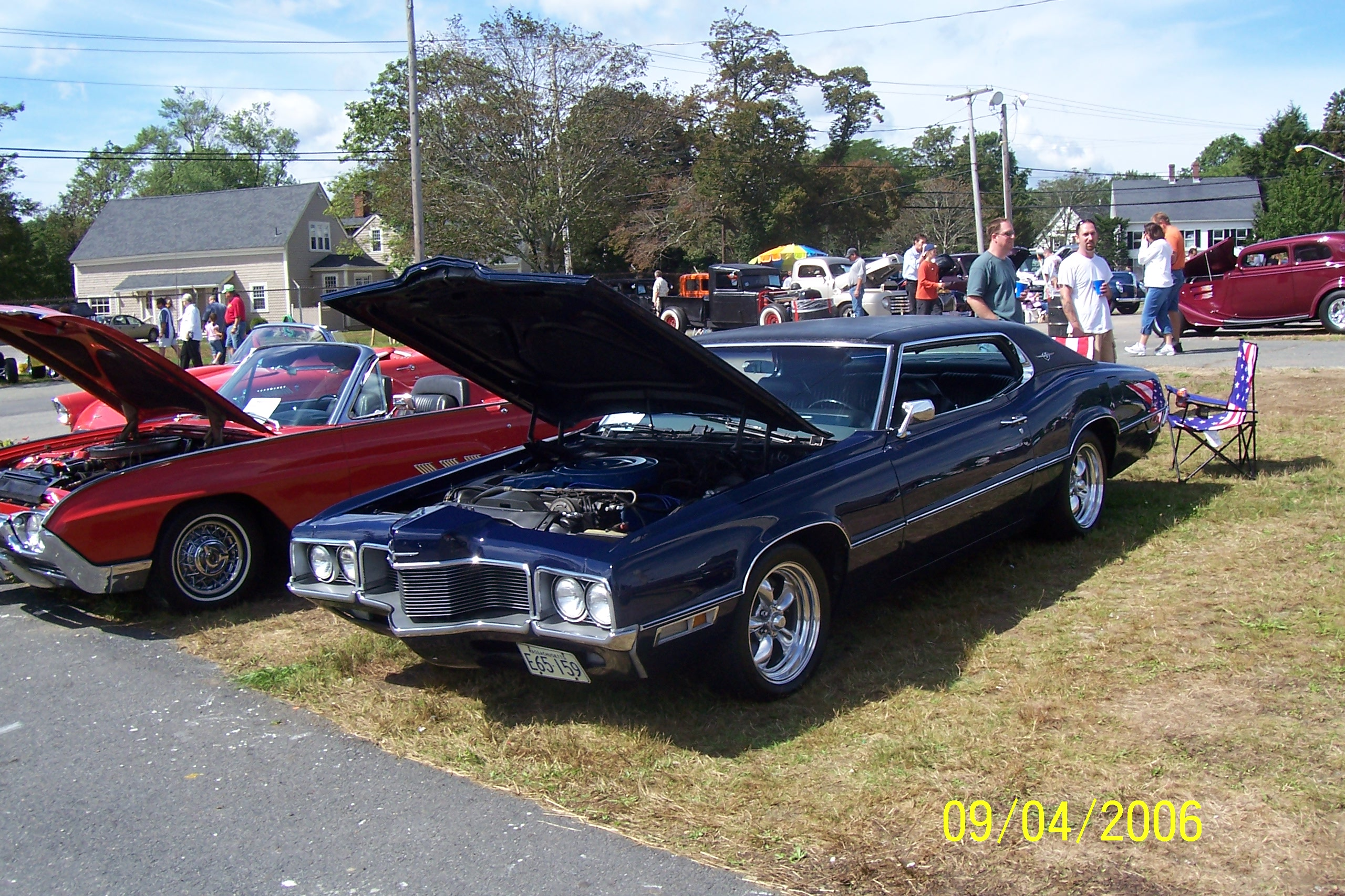